# Nico van Apeldoorn
Nicolas Joseph (Nico) van Apeldoorn (Amsterdam, 1948) is een Nederlands activist, tekstschrijver en dichter. Hij was met kunstenaar Jan Bruens in de vroege jaren '80 de drijvende kracht achter de anarchistische pamflettenreeks Gramschap.
Van Apeldoorn werd in Amsterdam geboren als zoon van Wiep van Apeldoorn en Noen Beuzemaker. Hij bezocht het Cartesius Lyceum in Amsterdam West en haalde later een Bachelor Culturele en Maatschappelijke Vorming aan de Hogeschool van Amsterdam. In de jaren zestig was hij actief in Provo. 
In 1975 schreef hij de teksten voor de LP Voor Mekaar van de groep Door Mekaar. Bassist Kaspar Peterson van de groep schreef de muziek. Een van de nummers op het album was de smartlap Terug van Troje, die in 1981 door de groep Drukwerk in een coverversie werd uitgebracht onder de titel Je loog tegen mij en een hit werd. Van Apeldoorn schreef samen met componist Peterson ook het nummer Hee Amsterdam, oorspronkelijk gezongen door Theo Pieterse onder de artiestennaam Theo Peper. Ook dit werd in een coverversie van Drukwerk een hit. Een aantal van zijn gedichten en teksten werd in Engelse vertaling op de plaat gezet en uitgevoerd door underground band The Ex.
Van Apeldoorn was begin jaren ’80 oprichter en eigenaar van café Ketje Exopotamië in Amsterdam West. Vanaf 1970 treedt hij op als performing poet, meestal op festivals of bij manifestaties. Bij optredens wordt hij vaak begeleid door muzikanten of bands, zoals die van componist/gitarist/producer Dolf Planteijdt. Hij publiceerde poëzie in opstandige bladen als Image, Gramschap, De As, Ravage en Bluf!. 
Van hem verschenen de bundels Het Woord aan Nico van Apeldoorn (Maldoror, 1993), Lotgenoten (Troje, 2015) en Agitprop (Troje, 2015). Een keuze uit zijn liedteksten werd gepubliceerd in het boekje Je Loog Tegen Mij (Troje, 2016). In 2010 publiceerde hij een boek over de door Kaspar Peterson opgerichte Brouwerij 't IJ: Brouwerij ’t IJ , een geschiedenis (Copyright Joke, 2010) en in 2021 het boek Power Songs - Columns over historische protestsongs (De Parel van de Jordaan, 2021).
Hij was vanaf 1994 tot zijn pensioen in 2014 werkzaam als wijkopbouwwerker in Amsterdam, Haarlem en Delft en als docent Sociaal Cultureel Werk bij het ROC-Amsterdam.
- Gemeinsame Normdatei: 1258752409
- International Standard Name Identifier: 0000 0003 9426 4404
- Nederlandse Thesaurus van Auteursnamen: 07392086X
- Virtual International Authority File: 288729389
- WorldCat: E39PBJB49WtrKfJkKMTMh48grq